# 28 septembre en sport
28 août 28 octobre
Chronologies thématiques
- Croisades
- Ferroviaires
- Disney

Le 28 septembre est le 271e jour de l'année (272e en cas d'année bissextile) du calendrier grégorien.

## Événements

### XIXesiècle
- 1865 :
  - (Baseball /Ligue nationale) : premier cas de matches truqués en baseball américain. Trois joueurs avaient accepté de l’argent pour perdre ; Ils sont radiés, puis réintégrés respectivement en 1867, 1869 et 1870[1].
- 1872 :
  - (Football) : des joueurs du Wrexham Cricket Club fondent le club de football gallois de Wrexham AFC.
- 1873 :
  - (Gymnastique) : fondation de l’USGF (Union des sociétés de gymnastique de France)[2].
- 1882 :
  - (Baseball) : six spectateurs payants présents à l'occasion d'une rencontre de Worcester. C'est la plus faible affluence en Ligue majeure.
- 1883 :
  - (Baseball) : 2e édition aux États-Unis du championnat de baseball de l'American Association (8 clubs). Les Philadelphia Athletics (en) s’imposent avec 66 victoires et 32 défaites.
- 1884 :
  - (Football) : premier match de football disputé à Anfield, actuel antre du Liverpool FC. C'est le rival Everton Football Club qui a l'honneur d'inaugurer Anfield au cours d'un match face à Earlestown.
- 1887 :
  - (Baseball) : 12e édition aux États-Unis du championnat de baseball de la Ligue nationale. Les Detroit Wolverines s’imposent avec 79 victoires et 45 défaites[3].
- 1893 :
  - (Football) : fondation du club omnisports FC Porto

### XXesièclede1901à1950
- 1930 :
  - (Sport automobile) : Grand Prix automobile de Tchécoslovaquie.
- 1941 :
  - (Sport automobile) : Grand Prix automobile de Rio de Janeiro.

### XXesièclede1951à2000
- 1968 :
  - (Sport automobile) : départ de la trente-sixième édition des 24 Heures du Mans.
- 1980 :
  - (Formule 1) : Grand Prix automobile du Canada.
- 1997 :
  - (Formule 1) : Grand Prix automobile du Luxembourg.

### XXIesiècle
- 2003 :
  - (Formule 1) : Grand Prix des États-Unis.
- 2005 :
  - (Football) : Ligue des Champions 2005-2006 :
  - Groupe E : Schalke 04 2-2 Milan AC
  - Groupe E : Fenerbahçe SK 3-0 PSV Eindhoven
  - Groupe F : Rosenborg BK 0-1 Olympique lyonnais
  - Groupe F : Real Madrid 2-1 Olympiakos Le Pirée
  - Groupe G : Liverpool FC 0-0 Chelsea FC
  - Groupe G : RSC Anderlecht 0-1 Real Betis Séville
  - Groupe H : Inter Milan 1-0 Rangers FC
  - Groupe H : FC Porto 2-3 FC Artmedia Bratislava
- 2008 :
  - (Formule 1) : Grand Prix de Singapour. L'espagnol Fernando Alonso (Renault F1 Team) remporte le 1er Grand Prix nocturne de l'histoire de la F1 devant Nico Rosberg (Williams) et Lewis Hamilton (McLaren).
  - (Cyclisme sur route) : Championnats du monde de cyclisme sur route 2008. Le titre est remporté par l'italien Alessandro Ballan devant son compatriote italien Damiano Cunego et le danois Matti Breschel.
- 2014 :
  - (Athlétisme) : le Kényan Dennis Kimetto bat le Record du monde du marathon en 2 h 2 minutes et 57 secondes. Il a réalisé ce temps lors de la course organisée à Berlin.
- 2018 :
  - (Golf /Ryder Cup) : début de la 42e édition de la Ryder Cup qui se déroule en France au Golf national de Saint-Quentin-en-Yvelines jusqu'au 30 septembre 2018.

## Naissances

### XIXesiècle
- 1877 :
  - Albert Young, boxeur américain. Champion olympique des -65,8 kg aux Jeux de Saint-Louis 1904. († 22 juillet 1940).
- 1878 :
  - Joe Ruddy, nageur et joueur de water-polo américain. Champion olympique du relais 4 × 50 yards et de water-polo aux Jeux de Saint-Louis 1904. († 11 novembre 1962).
- 1881 :
  - Eleonora Sears, joueuse de tennis américaine. († 16 mars 1968).
- 1885 :
  - Emil Väre, lutteur de gréco-romaine finlandais. Champion olympique des -67,5 kg aux Jeux de Stockholm 1912 puis aux Jeux d'Anvers 1920. († 31 janvier 1974).
- 1887 :
  - Avery Brundage, athlète d'épreuves combinées puis dirigeant sportif américain. Président du CIO de 1952 à 1972. († 8 mai 1975).
- 1894 :
  - Thorleif Haug, sauteur à ski, fondeur et skieur de nordique norvégien. Champion olympique du 18km et du 50km puis du combiné nordique aux Jeux de Chamonix 1924. († 12 décembre 1934).

### XXesièclede1901à1950
- 1905 :
  - Max Schmeling, boxeur allemand. Champion du monde poids lourds de 1930 à 1932. († 2 février 2005).
- 1907 :
  - Heikki Savolainen, gymnaste finlandais. Médaillé de bronze du cheval d'arçon aux Jeux d'Amsterdam 1928, médaillé d'argent de la barre fixe, médaillé de bronze du concours général individuel, du concours général par équipes et des barres parallèles aux Jeux de Los Angeles 1932, médaillé de bronze du concours général par équipes aux Jeux de Berlin 1936 et aux Jeux d'Helsinki 1952 puis champion olympique du concours général par équipes et du cheval d'arçon aux Jeux de Londres 1948. († 29 novembre 1997).
- 1911 :
  - Ellsworth Vines, joueur de tennis américain. Vainqueur des US Open 1931 et 1932 puis du Tournoi de Wimbledon 1932. († 17 mars 1994).
- 1913 :
  - Alice Marble, joueuse de tennis américaine. Victorieuse des US Open 1936, 1938, 1939 et 1940 puis du Tournoi de Wimbledon 1939. († 13 décembre 1990).
- 1916 :
  - James McClure, pongiste américain. Champion du monde de tennis de table double messieurs 1936, 1937 et 1938. († 12 février 2005).
- 1927 :
  - Luis Rijo, footballeur uruguayen. Champion du monde du monde 1950. († 8 mai 2001).
- 1943 :
  - Win Percy, pilote de courses automobile d'endurance britannique.
- 1944 :
  - Jean Janssens, footballeur belge. (8 sélections en équipe nationale).
- 1945 :
  - Marielle Goitschel, skieuse française. Championne olympique du géant et médaillé d'argent du slalom aux Jeux d'Innsbruck 1964 puis championne olympique du slalom aux Jeux de Grenoble 1968. Championne du monde de ski alpin du combiné et médaillée d'argent du slalom 1962, Championne du monde de ski alpin de la descente, du géant, du combiné et médaillée d'argent du slalom 1966.
- 1949 :
  - Francis Vincent, pilote de rallyes automobile français.

### XXesièclede1951à2000
- 1954 :
  - Jean-François Gourdon, joueur de rugby à XV français. (22 sélections en équipe de France).
  - Steve Largent, joueur de foot U.S. puis homme politique américain.
  - John Scott, joueur de rugby à XV anglais. Vainqueur du Grand Chelem 1980. (34 sélections en équipe nationale).
- 1957 :
  - Conchi Sánchez, pionnière du football féminin espagnol sous la dictature franquiste.
- 1958 :
  - Ken Dancy, basketteur franco-américain.
- 1959 :
  - Ron Fellows, pilote de courses automobile d'endurance canadien.
  - Philippe Martinez, cycliste sur route français.
  - Todd Worrell, joueur de baseball américain.
- 1960 :
  - Thomas Wegmüller, cycliste sur route suisse.
- 1962 :
  - Grant Fuhr, hockeyeur sur glace canadien.
- 1963 :
  - Érik Comas, pilote de F1 et courses automobile d'endurance français.
  - Éric Spadiny, footballeur français.
- 1964 :
  - Claudio Borghi, footballeur puis entraîneur argentin. Champion du monde de football 1986. Vainqueur de la Copa Libertadores 1985. (9 élections en équipe nationale). Sélectionneur de l'équipe du Chili de 2011 à 2012.
  - Gregor Fisken, pilote de course automobile britannique.
  - Paul Jewell, footballeur puis entraîneur anglais.
- 1968 :
  - François Botha, boxeur puis kick-boxeur sud-africain.
  - Mika Häkkinen, pilote de F1 finlandais. Champion du monde de Formule 1 1998 et 1999. (20 victoires en Grand Prix).
- 1969 :
  - Sascha Maassen, pilote de course automobile allemand.
  - Nico Vaesen, footballeur puis agent de joueur belge.
- 1970 :
  - Kimiko Date, joueuse de tennis japonaise.
- 1971 :
  - Braam van Straaten, joueur de rugby à XV sud-africain. (21 sélections en équipe nationale).
  - Jean-Gaël Percevaut, basketteur français.
- 1973 :
  - Brian Rafalski, hockeyeur sur glace américain. Médaillé d'argent aux Jeux de Salt Lake City 2002 et aux Jeux de Vancouver 2010.
- 1974 :
  - Maria Kisseleva, nageuse de synchronisée russe. Championne olympique du duo et du ballet aux Jeux de Sydney 2000 puis championne olympique du ballet aux Jeux d'Athènes 2004. Championne du monde de natation synchronisée par équipes 1998 et 2003. Championne d'Europe de natation synchronisée du duo et par équipes 1995, 1997, 1999 puis championne d'Europe de natation synchronisée par équipes 2000 et 2004.
- 1975 :
  - Valérien Ismaël, footballeur puis entraîneur et consultant TV français.
  - Lenny Krayzelburg, nageur américain. Champion olympique du 100 et 200 m dos du 4 × 100 m 4 nages aux Jeux de Sydney 2000 et du 4 × 100 m 4 nages aux Jeux d'Athènes 2004. Champion du monde de natation du 100 et 200 m dos 1998.
- 1976 :
  - Mesake Davu, joueur de rugby à XV fidjien. (2 sélections en équipe nationale).
  - Bonzi Wells, basketteur américain.
- 1977 :
  - Julien Pillet, sabreur français. Médaillé d'argent par équipes aux Jeux de Sydney 2000 puis Champion olympique par équipes aux Jeux d'Athènes 2004 et aux Jeux de Pékin 2008. Champion du monde d'escrime au sabre par équipe 1999 et 2006. Champion d'Europe d'escrime du sabre par équipes 1999.
  - Lamine Sakho, footballeur franco-sénégalais. (2 sélections avec l'Équipe du Sénégal).
- 1978 :
  - Manuel Minginfel, haltérophile États fédérés de Micronésie. Médaillé d'argent des -62 kg à l'épaulé-jeté aux CM d'haltérophilie 2006. Champion d'Océanie d'haltérophilie des -62 kg 2003, 2004, 2005, 2006, 2007, 2008, 2011, 2012 et 2015.
  - Stjepan Stazić, basketteur autrichien.
- 1979 :
  - Fabrice Ehret, footballeur français.
  - Kris Morlende, basketteur français.
- 1980 :
  - Benjamin Nicaise, footballeur puis entraîneur français.
- 1981 :
  - Jesús Hernández Blázquez, cycliste sur route espagnol.
  - Willy Caballero, footballeur argentin. Champion olympique aux jeux d’Athènes 2004.
  - José Manuel Calderón, basketteur espagnol. Médaillé d'argent aux Jeux de Pékin 2008 puis aux Jeux de Londres 2012. Champion du monde de basket-ball masculin 2006. Champion d'Europe de basket-ball 2011. (193 sélections en équipe nationale).
  - Scott Lawson, joueur de rugby à XV écossais. (47 sélections en équipe nationale).
  - Guillaume Samica, volleyeur français. (205 sélections en équipe de France).
- 1982 :
  - Ray Emery, hockeyeur sur glace canadien. († 15 juillet 2018).
  - Emeka Okafor, basketteur américain. Médaillé de bronze aux Jeux d'Athènes 2004. (7 sélections en équipe nationale).
  - Dustin Penner, hockeyeur sur glace canadien.
  - Filiberto Rivera, basketteur portoricain.
  - Anderson Varejão, basketteur brésilien. Vainqueur de l'Euroligue 2003. (34 sélections en équipe nationale).
- 1983 :
  - Michael Kraus, handballeur allemand. Champion du monde de handball 2007. Vainqueur de l'Coupe EHF 2010 et de la Ligue des champions 2013. (128 sélections en équipe nationale).
  - Anthony Ravard, cycliste sur route français.
  - Vincent Simon, footballeur franco-tahitien. Champion d'Océanie de football 2012.
- 1984 :
  - Richard Choirat, joueur de rugby à XV français.
  - Mathieu Valbuena, footballeur français. (52 sélections en équipe de France).
- 1985 :
  - Jean-Michel Mipoka, basketteur français.
  - Iana Ouskova, handballeuse russe. Médaillée d'argent aux Jeux de Pékin 2008. Championne du monde de handball féminin 2005 et 2007. (96 sélections en équipe nationale).
- 1986 :
  - Meskerem Assefa, athlète de demi-fond éthiopienne.
  - Stefan Hula, sauteur à ski polonais.
- 1987 :
  - Yunis Abdelhamid, footballeur franco-marocain. (2 sélections avec l'équipe du Maroc).
  - Filip Djordjevic, footballeur serbe. (14 sélections en équipe nationale).
- 1988 :
  - Bahar Çağlar, basketteuse turque. Victorieuse de l'Eurocoupe féminine 2009 et de l'Euroligue féminine 2014.
  - Marin Čilić, joueur de tennis croate. Vainqueur de l'US Open de tennis 2014.
  - Baptiste Planckaert, cycliste sur route belge.
- 1989 :
  - Stephen Adams, footballeur ghanéen.
  - Rémi Feutrier, handballeur franco-japonais. (23 sélections avec l'équipe du Japon).
  - Amandine Henry, footballeuse française. Victorieuse des Ligue des champions féminine 2011, 2012 et 2016. (61 sélections en équipe de France).
  - Darius Johnson-Odom, basketteur américain.
  - Manassé Enza-Yamissi, footballeur franco-centrafricain. (12 sélections avec l'équipe de République centrafricaine).
  - Khadija Ben Haddou, footballeuse internationale marocaine.
- 1992 :
  - Khem Birch, basketteur canadien.
  - Sina Fuchs, volleyeuse allemande.
  - Mickaël Marteau, rameur français. Médaillé de bronze du quatre sans barreur aux CE d'aviron 2016.
- 1993 :
  - Aquille Carr, basketteur américain.
- 1994 :
  - Benjamin Axus, judoka français. Médaillé d'argent par équipes aux Mondiaux de judo 2018.
  - Ashley Hugill, joueur de snooker anglais.
- 1995 :
  - Juan Hernangómez, basketteur espagnol. (9 sélections en équipe nationale).
  - Cody Martin, basketteur américain.
  - Christian Wood, basketteur américain.
- 1996 :
  - Teaira McCowan, basketteuse américano-turque.
- 1997 :
  - Melvin Landerneau, cycliste sur piste français.

### XXIesiècle
- 2002 :
  - Mykolas Alekna, athlète de lancers de disque lituanien. Champion d'Europe d'athlétisme du disque 2022. Détenteur du Record du monde du lancer du disque depuis le 14 avril 2024.
  - Shunsuke Mito, footballeur japonais.
- 2005 :
  - Adam Daghim, footballeur danois.

## Décès

### XXesièclede1901à1950
- 1915 :
  - Pol Morel, 25 ans, footballeur français. (2 sélections en équipe de France). (° 5 mars 1890).
- 1922 :
  - Charles Newman, 65 ans, joueur de rugby à XV gallois. (10 sélections en équipe nationale). (° 28 février 1857).
- 1932 :
  - Charles Ashpitel Denton, 79 ans, footballeur anglais. (° 24 octobre 1852).
- 1944 :
  - Matt McQueen, 81 ans, footballeur écossais. (2 sélections en équipe nationale). (° 18 mai 1863).
- 1945 :
  - John Coffey, 68 ans, joueur de rugby à XV irlandais. (19 sélections en équipe nationale). (° 6 mai 1877).

### XXesièclede1951à2000
- 1951 :
  - Carl Albert Andersen, 75 ans, athlète de saut et gymnaste norvégien. Médaillé de bronze de la perche aux Jeux de Paris 1900 puis médaillé d'argent du concours par équipes aux Jeux de Londres 1908. (° 15 août 1876).
- 1959 :
  - Rudolf Caracciola, 58 ans, pilote de courses automobile allemand puis suisse. Champion d'Europe des pilotes 1935, 1937 et 1938. (° 30 janvier 1901).
  - Vincent Richards, 56 ans, joueur de tennis américain. Champion olympique du simple et du double puis médaillé d'argent du double mixte aux Jeux de Paris 1924. (° 20 mars 1903).
- 1965 :
  - Marcel Godard, 77 ans, cycliste sur route français. Vainqueur de Paris-Bourges 1922. (° 19 avril 1965).
- 1968 :
  - Norman Brookes, 90 ans, joueur de tennis australien. Vainqueur des Tournois de Wimbledon 1907 et 1914, et de l'Open d'Australie 1911. (° 14 novembre 1877).
- 1978 :
  - Neil Johnston, 49 ans, basketteur puis entraîneur américain. (° 4 février 1929).
- 1990 :
  - Wilhelm Schröder, 78 ans, athlète de lancer de disque allemand. Champion d'Europe d'athlétisme du disque 1938. Détenteur du record du monde du lancer du disque du 28 avril 1935 au 20 juin 1941. (° 7 mars 1912).
- 1993 :
  - Paul Giguet, cycliste sur route français. (° 25 avril 1915).

### XXIesiècle
- 2003 :
  - Althea Gibson, 76 ans, joueuse de tennis américaine. Victorieuse du Tournoi de Roland Garros 1956, des US Open 1957 et 1958 et des Tournois de Wimbledon 1957 et 1958. (° 25 août 1927).
- 2004 :
  - Christl Cranz, 90 ans, skieuse allemande. Championne olympique du combiné aux Jeux de Garmisch-Partenkirchen 1936. Championne du monde de ski alpin du slalom et du combiné 1934 et 1938, championne du monde de ski alpin de la descente et du combiné 1935 puis championne du monde de ski alpin de la descente, du slalom et du combiné 1937 et 1939. (° 1er juillet 1914).